# Снядово-Стара-Стаця
Снядово-Стара-Стаця (пол. Śniadowo-Stara Stacja) — село в Польщі, у гміні Снядово Ломжинського повіту Підляського воєводства.
У 1975-1998 роках село належало до Ломжинського воєводства.